# Berkheide
Berkheide is een circa 900 ha. groot duingebied aan de Nederlandse Noordzeekust tussen Wassenaarse Slag en Katwijk aan Zee. Het ligt deels in de gemeente Wassenaar en deels in de gemeente Katwijk. Het vormt samen met Meijendel, circa 1000 ha groot, het duingebied tussen Scheveningen en Wassenaarse Slag, het Natura 2000-gebied Meijendel & Berkheide. Het gebied is grotendeels in eigendom bij het Rijk en deels bij de gemeente Katwijk (de Pan van Persijn) en het waterleiding bedrijf Dunea. Berkheide maakt deel uit van de beheerseenheid Hollands Duin van Staatsbosbeheer. Berkheide was ook de naam van een voormalig vissersdorpje dat hier ooit aan de kust lag.

## Verdwenen dorp
Het dorp Berkheide werd volgens de bewaard gebleven stichtingsakte gesticht in 1396. Het lag vermoedelijk bij de huidige Wassenaarse Slag.  
Volgens genoemde akte kreeg Gillys van Cralingen het recht om een stuk duin aan zee ter grootte van honderd roeden geschikt te maken voor bewoning. De mensen die zich in Berkheide vestigden moesten hem vis leveren en verder de 25e penning van alle goederen, die hier verkocht werden. In huidige terminologie kreeg Van Cralingen een monopolie op de vishandel en kon hij 4% btw incasseren op alle verhandelde goederen. 
Het vissersdorp Berkheide is altijd klein gebleven en heeft niet lang bestaan. Reeds in de vijftiende eeuw werd het dorp kleiner. Mogelijke oorzaken hiervoor waren gelegen in de feodale structuren zoals die nog in Holland bestonden: het klaarblijkelijke monopolie op de vishandel van de heer van het dorp. Dit heeft het als vestigingsplaats mogelijk minder aantrekkelijk gemaakt dan nabijgelegen vissersplaatsen als Katwijk aan Zee en  Scheveningen. Mogelijk heeft ook een rol gespeeld dat Berkheide geen gemakkelijke verbindingen met het achterland had, zoals Katwijk aan Zee en Scheveningen in respectievelijk Leiden en Den Haag wel hadden. De enige verbinding van Berkheide naar het achterland was een onverhard duinpad naar het in die periode nog kleine dorp Wassenaar. 
Toen de geschiedschrijver Paulus Merula in 1605 de historie van het Hollandse duingebied beschreef, was het dorp reeds verdwenen. Het vissersdorpje kan door duinzand zijn overstoven. Niet uitgesloten is dat de laatste restanten van het dorp in 1570 zijn weggespoeld door de Allerheiligenvloed, die destijds ook een groot deel van Scheveningen heeft weggeslagen. Weliswaar maakte eind 16e eeuw de Haarlemse tekenaar Hendrick Goltzius een afbeelding voor een gedrukt pamflet getiteld "De Walvisch van Berkhey", over een ter plekke op het strand aangespoelde dode potvis. De datering daarvan is 1598.
In 1798 beschrijft Jan Kops (1765-1849) de vondst van fundamenten in het duin. Omdat die weer waren ondergestoven, kon hij de vondst niet nader onderzoeken. Als Kops inderdaad de fundamenten van Berkheide heeft gevonden zijn er twee mogelijkheden: de resten liggen nog steeds onder de duinen in de buurt van de zeereep of zij zijn in de laatste tweehonderd jaar door de oprukkende Noordzee weggespoeld.

## Natuurgebied
Het circa 900 ha. grote duingebied Berkheide aan de kust tussen Wassenaar en Katwijk wordt beheerd door waterwinningsbedrijf Dunea en Staatsbosbeheer. Het grootste deel ervan is officieel stiltegebied en werd in 1992 aangewezen als staatsnatuurmonument. Duinvalleien en paraboolduinen zijn kenmerkend. Het open landschap met graslanden wordt hier en daar afgewisseld door bos of struweel. Op sommige plaatsen zijn restanten van landbouwkundig gebruik te zien in de vorm van voormalige akkertjes in duinpannen en duinvalleien. Hier werden voorheen veel duinaardappelen geteeld. Ook zijn er sporen van de Atlantikwall uit de Tweede Wereldoorlog te vinden in de vorm van bunkers, een waarnemingspost en hindernissen voor tanks, zoals een kilometerslange anti-tankmuur. 
De waterwinningsactiviteiten van Dunea zijn sinds de jaren negentig van de twintigste eeuw in het zuidwestelijk deel van Berkheide afgebouwd. Het beheer werd daar gericht op natuurontwikkeling met het doel natte en vochtige duinvalleien te laten ontstaan. Hierdoor komen er nu weer soorten voor als rugstreeppad (Epidalea calamita), zandhagedis (Lacerta agilis) en parnassia (Parnassia palustris). Kenmerkend voor het gebied is de in Nederland vrij zeldzame duinroos (Rosa pimpinellifolia), die plaatselijk uitbundig voorkomt. In de bunkers huizen vleermuizen. De kern van het waterwingebied is niet toegankelijk; het door Staatsbosbeheer beheerde gedeelte van het duingebied, aan de zijde van de zeereep, is opengesteld voor recreanten. In het oosten van het gebied ligt de beboste duinvallei Pan van Persijn, een geliefd wandelgebied in eigendom van de gemeente Katwijk. In het zuiden van het gebied ligt nabij Rijksdorp het terrein De Kom een militair object met loodsen voor munitieopslag in beheer bij Defensie.

## Galerij

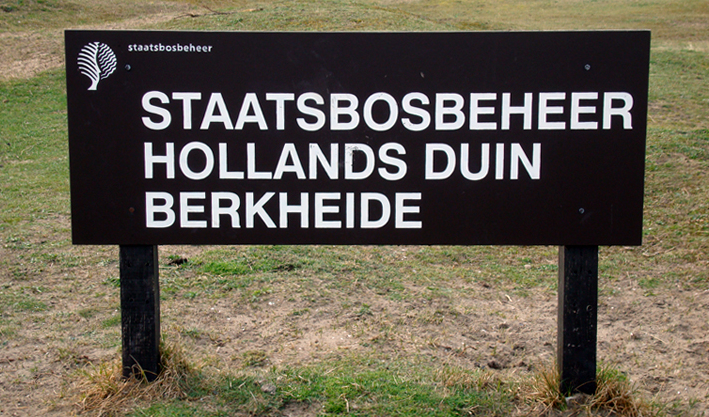
Berkheide is onderdeel van de beheerseenheid Hollands Duin
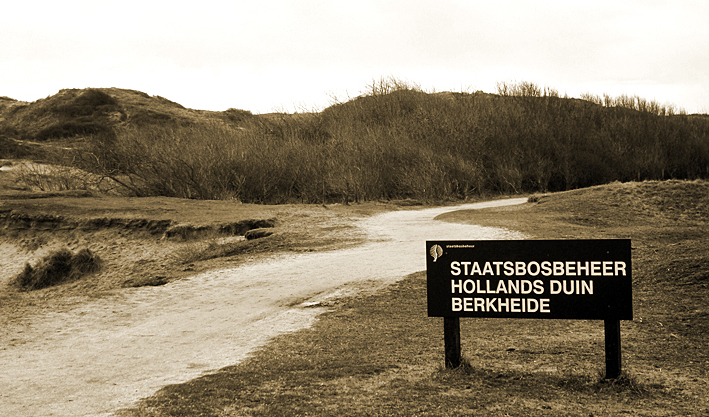
Toegang tot Berkheide met schelpenpad
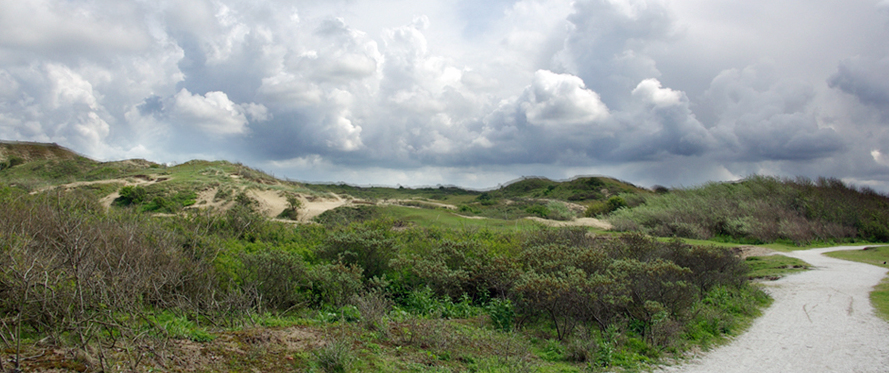
Berkheide. Duinlandschap met laag struweel
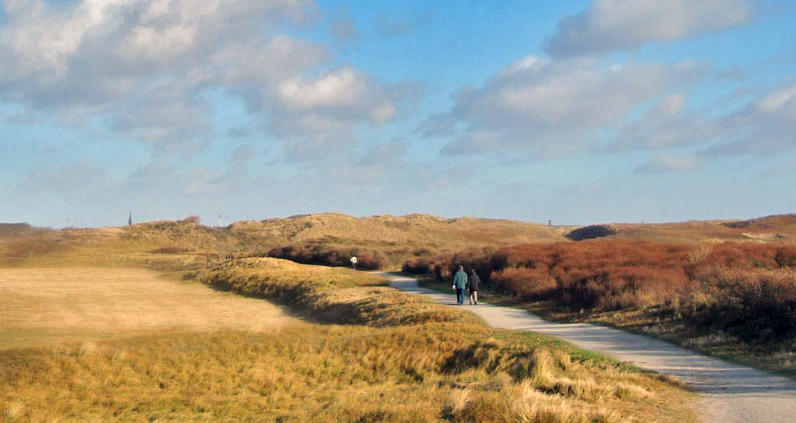
Berkheide. Voormalig akkertje met begrenzingswal
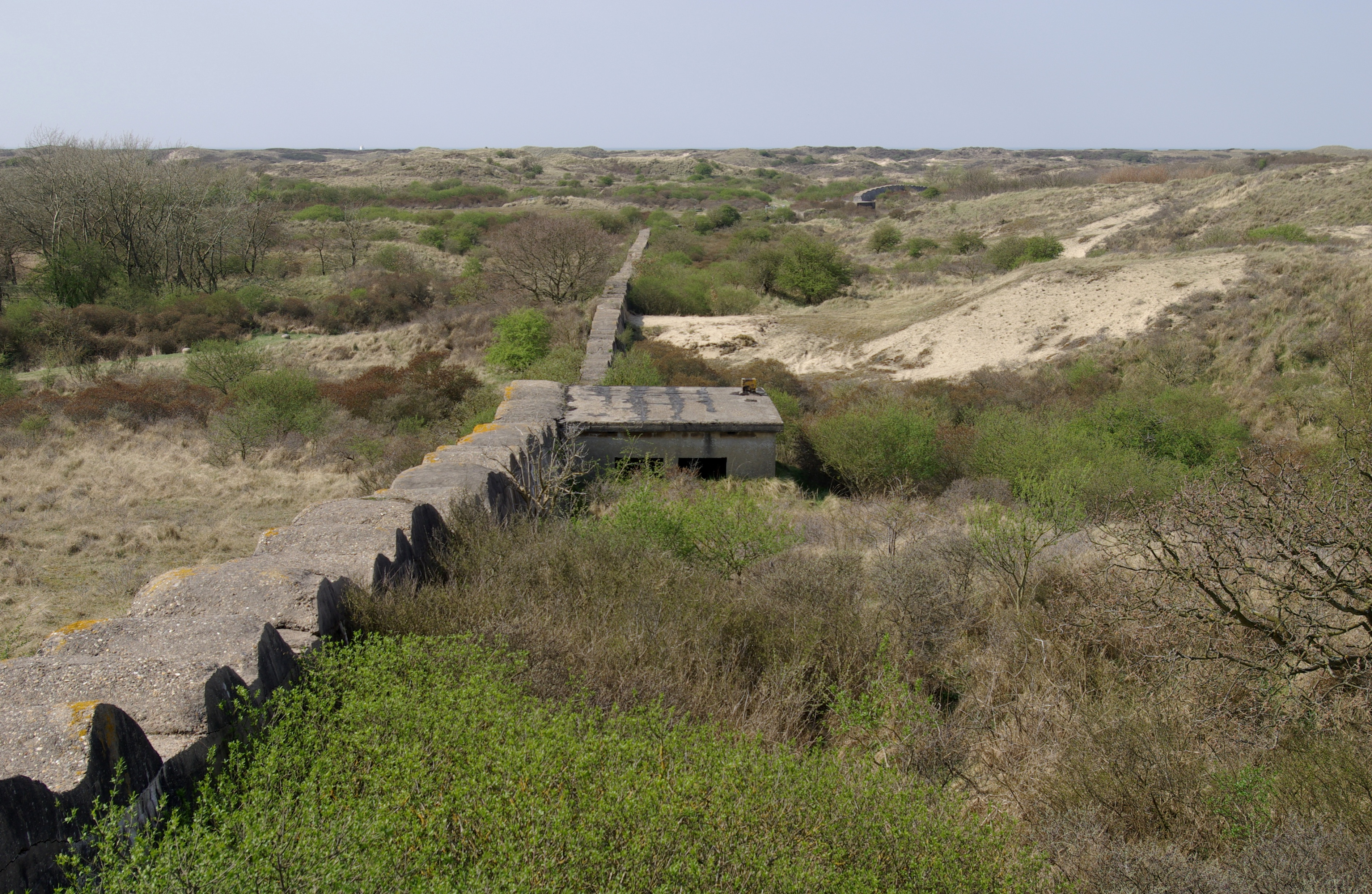
Berkheide. Relict van de Atlantikwall, anti-tankmuur, haaks op de kustlijn
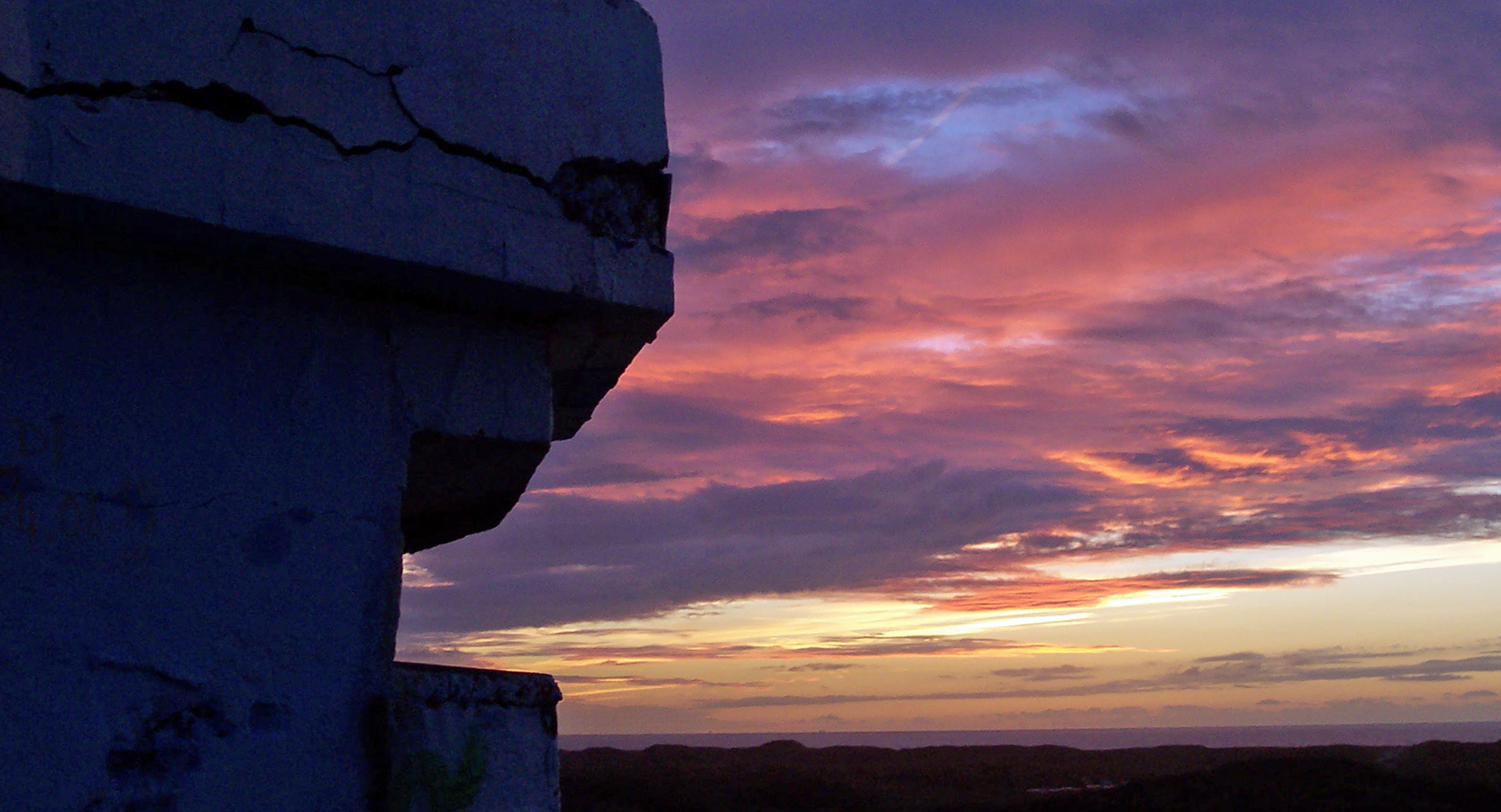
Berkheide. Relict van de Atlantikwall, waarnemingspost, hoogste normaal bereikbare punt van Katwijk
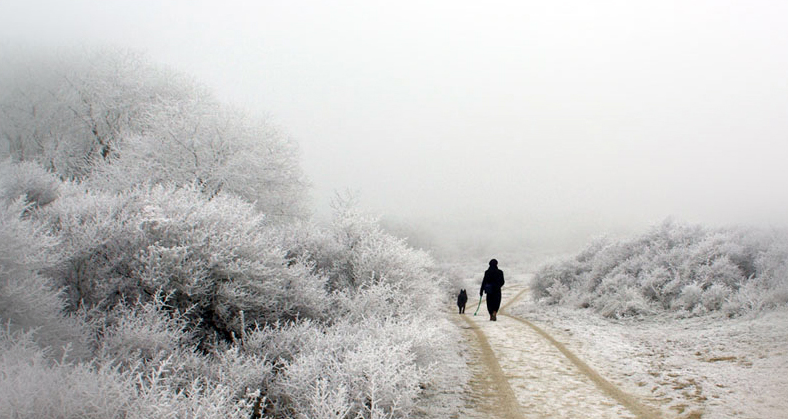
Berkheide. Winterlandschap met ruige rijp
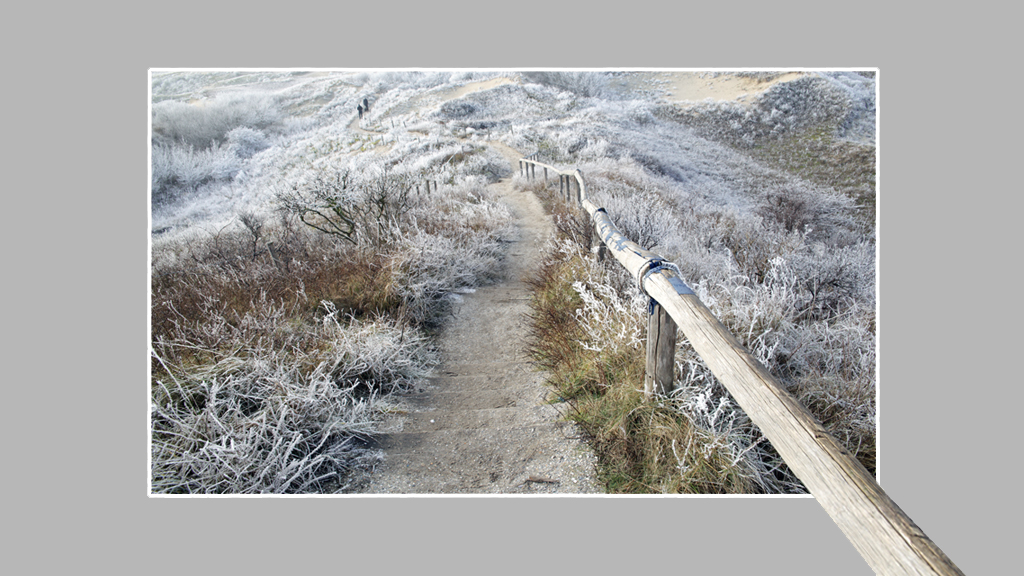
Berkheide. Winterlandschap. Uitzicht vanaf waarnemingspost richting overige duinen en zee